# Puerto Arica
Puerto Arica är en corregimientos departamentale i Colombia.   Den ligger i departementet Amazonas, i den södra delen av landet, 800 km söder om huvudstaden Bogotá. Antalet invånare är 1 440.